# North Kessock
North Kessock är en ort i Storbritannien.   Den ligger i kommunen Highland och riksdelen Skottland, i den norra delen av landet, 700 km norr om huvudstaden London. North Kessock ligger 22 meter över havet och antalet invånare är 881.
Terrängen runt North Kessock är platt åt nordväst, men åt sydost är den kuperad. Havet är nära North Kessock åt nordost. Runt North Kessock är det ganska tätbefolkat, med 90 invånare per kvadratkilometer. Närmaste större samhälle är Inverness, 3,0 km sydost om North Kessock. Trakten runt North Kessock består i huvudsak av gräsmarker.